# Поиски Мэллори и Ирвина

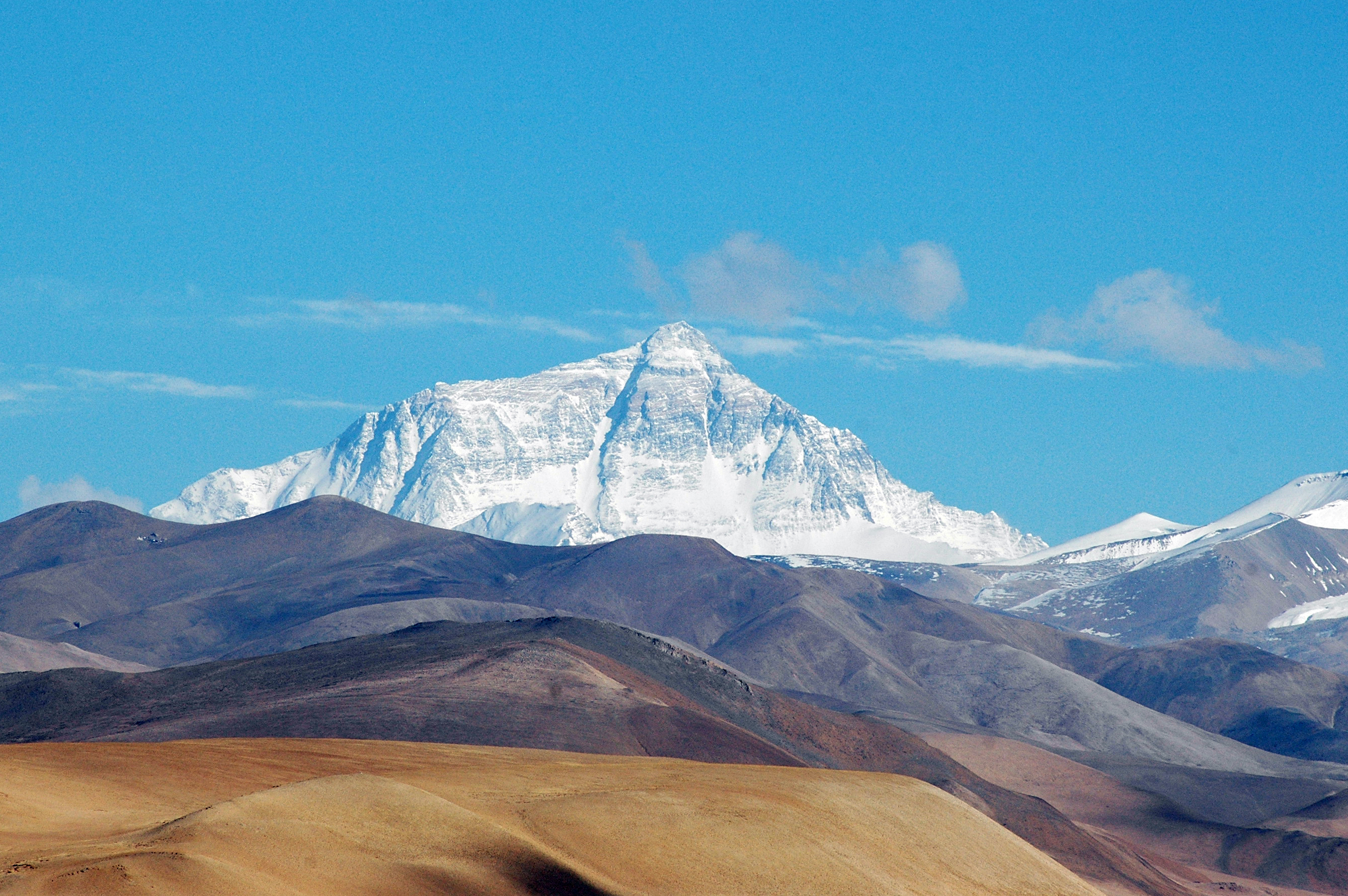
Гора Эверест

По́иски Мэ́ллори и И́рвина — альпинистские экспедиции и другие исследования, проводимые с целью выяснения обстоятельств гибели участников третьей экспедиции на Джомолунгму, британских альпинистов Джорджа Мэллори и Эндрю Ирвина, пропавших без вести 8 июня 1924 г. при попытке взойти на вершину горы, и разрешения вопроса о первовосхождении. На сегодняшний день найдены останки Мэллори в 1999 году и предположительно Ирвина в 2024. Вопрос о том, побывал ли хоть один из них на вершине Джомолунгмы, остаётся открытым. В случае утвердительного ответа первовосходителем на Джомолунгму нужно будет считать Джорджа Мэллори и (или) Эндрю Ирвина, а не Эдмунда Хиллари и Тенцинга Норгея, взошедших на вершину 29 мая 1953 г.

## Предыстория

### Исчезновение Мэллори и Ирвина
Британская экспедиция на Джомолунгму 1924 года предприняла три попытки восхождения на высочайшую вершину мира. Первые две не увенчались успехом. Во время второй экспедиции в Северном седле погибли семеро шерпов. Третье восхождение совершали Джордж Мэллори и Эндрю Ирвин, которые не вернулись в штурмовой лагерь экспедиции и пропали без вести. Последний раз их видели живыми 8 июня 1924 г. Что именно произошло с ними, до сих пор точно не установлено.

### Что видел Оделл?
Фотограф и кинооператор экспедиции 1924 года Ноэль Оделл (англ. Noel Odell) оказался тем свидетелем, кто мог последний раз видеть Мэллори и Ирвина живыми.
Сразу же после возвращения той экспедиции среди альпинистов появились разногласия по поводу того, в каком месте на самом деле находились Мэллори и Ирвин в то время, когда Оделл их увидел двумя чёрными точками вдалеке. Многие думают, что даже если Вторая ступень была преодолимой для них, то её никак не возможно пройти за пять минут, что, по утверждению Оделла, сделал один из восходителей. После экспедиции Оделл утверждал в частных беседах, что Мэллори и Ирвин достигли вершины Джомолунгмы. Причиной такой уверенности было место, в котором он их увидел, а также его оценка их силы и физической формы. В экспедиционном отчёте Оделл написал, что восходители были на второй от конца ступени ниже вершины-пирамиды — это обозначало известную Вторую ступень.
Под давлением альпинистского сообщества Оделл несколько раз менял своё мнение и не был уверен, что правильно оценил местоположение Мэллори и Ирвина, поскольку он смотрел на них со значительного расстояния. Большинство альпинистов считают, что Мэллори и Ирвин находились не на Второй, а на гораздо менее сложной Первой ступени. О погоде на Джомолунгме в тот момент Оделл также говорил разное. Сначала он заявлял, что мог видеть весь гребень и вершину горы. Потом — что из-за тумана была видна только часть гребня. Посмотрев фотографии, сделанные экспедицией 1933 года, Оделл снова заявил, что он мог бы увидеть двух альпинистов на Второй ступени. Незадолго до своей смерти в 1987 году Оделл сказал, что с 1924 года он и сам никогда не был уверен в том, где именно находились те «чёрные точки» на Северо-Восточном гребне.
Свидетельство Оделла представляет особый интерес. Описания того, что Оделл видел, вкупе с современным знанием показывают: маловероятно, чтобы Мэллори мог преодолеть Вторую ступень за пять минут. Эта каменная стена не может быть преодолена так быстро, как описывает Оделл. Быстро можно пройти только Первую и Третью ступень. Оделл говорил, что Мэллори и Ирвин были у основания вершины-пирамиды, что противоречит местоположению Первой ступени. Тогда это могла бы быть Третья ступень — но маловероятно, чтобы эта пара альпинистов тогда вышла в путь так рано, чтобы успеть дойти до Третьей ступени к 12:50. Поскольку Первая и Третья ступени находятся достаточно далеко друг от друга, вряд ли Оделл мог их перепутать. Одно из возможных объяснений: те «чёрные движущиеся точки» были не Мэллори и Ирвин. Оделл мог издали принять птиц за альпинистов, как это случилось с Эриком Шиптоном (англ. Eric Shipton) в 1933 году.
По современным теориям, те двое восходителей тогда преодолевали Первую ступень, причём они прервали восхождение и уже спускались.
Они взобрались на небольшой бугорок для того, чтобы оттуда сделать фотографии оставшейся части маршрута — так же, как это делали в 1981 году французы, застрявшие там же и не способные продвигаться дальше к вершине. Конрад Анкер (англ. Conrad Anker) насчёт того, на какой же ступени были Мэллори и Ирвин, заявил следующее:

… это трудно сказать, потому что Оделл смотрел на них наискось … вы на высоте, где проходят облака … вероятно, они были около Первой ступени, когда они возвращались, потому что Первая ступень уже сама по себе — испытание, а Вторая ступень — ещё большее испытание … они не могли упасть вечером ни с Первой, ни со Второй ступени туда, где осталось тело Мэллори; они должны были находиться гораздо восточнее, на спуске с Жёлтого пояса.
Оригинальный текст (англ.)it's hard to say because Odell was looking at it obliquely … you're at altitude, the clouds were coming in … they were probably in the vicinity of the First Step when they turned back, because the First Step itself is very challenging and the Second Step is more challenging. … [T]o put them where they might have fallen in the evening and where Mallory's body is resting, because it's a traversing route, he couldn't have fallen off either the First or Second Step and ended up where he was at, they were well to the East of that descending the Yellow Band

### Находки
Хотя первая известная экспедиция, направленная на Джомолунгму именно с целью разгадки исчезновения Мэллори и Ирвина, состоялась только в 1999 году, альпинисты и до того непреднамеренно обнаруживали материальные свидетельства, относящиеся к британской экспедиции 1924 года в целом, и к Мэллори и Ирвину в частности.
| Зелёная линия | Обычный маршрут, по которому (в основном) шёл Мэллори в 1924 году, с высокогорными лагерями на высотах 7700 и 8300 м. Современный лагерь на 8300 м расположен немного западнее (2 треугольника) |
| Красная линия | Большой Кулуар (он же Кулуар Нортона) |
| †1            | Место, где в 1999 г. было обнаружено тело Мэллори |
| ?             | Вторая ступень: подножие на высоте 8605 м н.у.м., высота подъёма ступени около 30 м, категория сложности 5.9 или 5.10 по YDS                                                                    |
| a)            | Точка на высоте примерно 8325 м, до которой в 1922 г. дошёл Джордж Финч с кислородным прибором.                                                                                                 |
| b)            | Точка на высоте 8572 м на западной кромке кулуара, до которой дошёл Эдвард Нортон в 1924 г. без кислородного прибора.                                                                           |

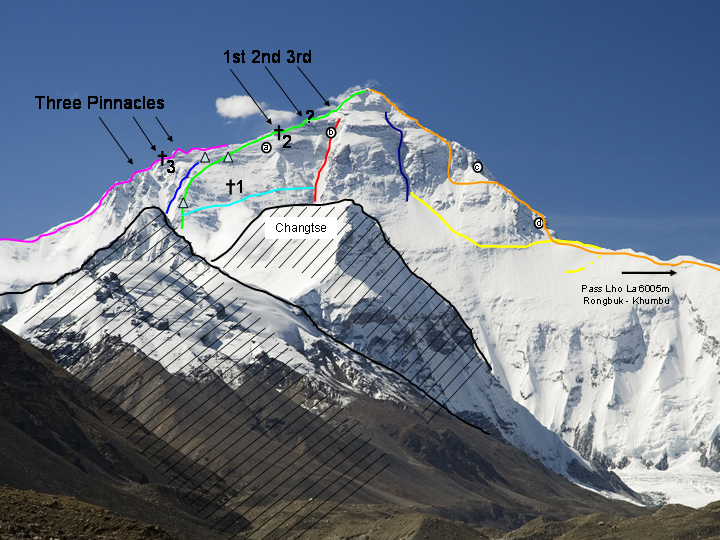
Северная стена Джомолунгмы. Маршруты и важные точки.

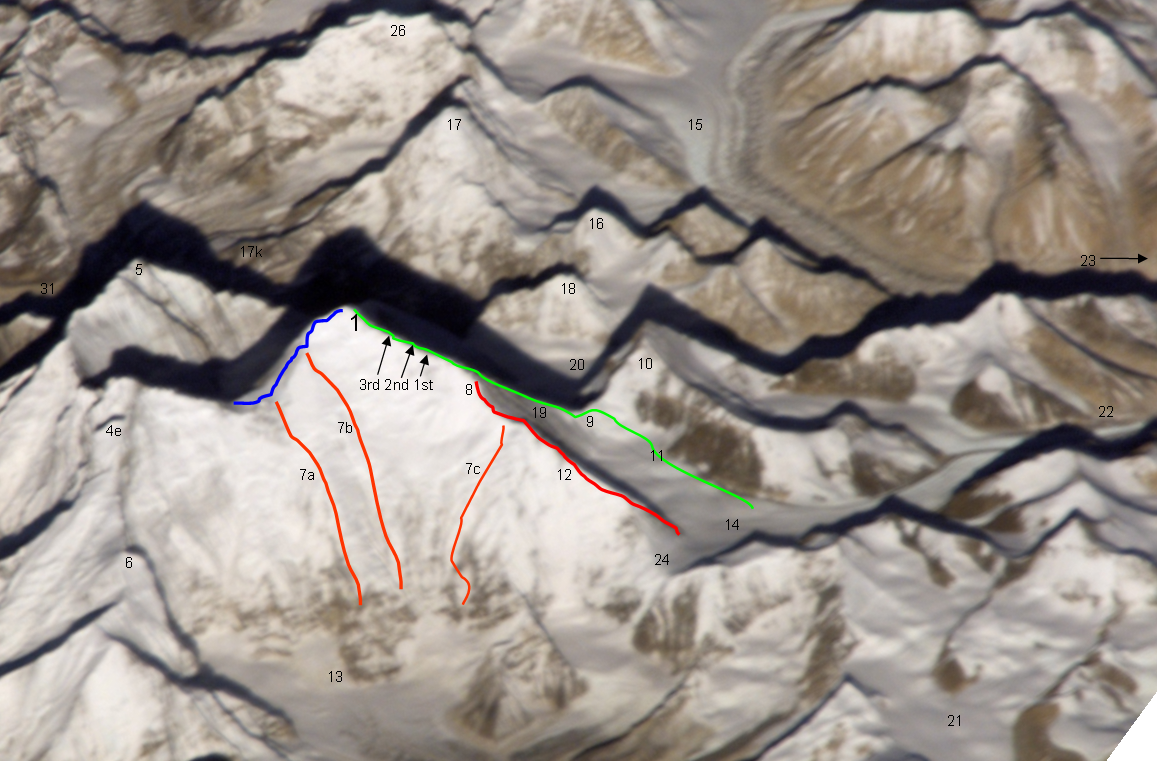
Стена Кангшунг, вид с востока. Типичный северный маршрут восхождения, по которому, скорее всего, шли Мэллори и Ирвин, обозначен зелёной линией.

Первые свидетельства, которые могли пролить свет на загадку Мэллори и Ирвина, были найдены Оделлом среди снаряжения, оставленного в лагерях V и VI. Там оказался компас Мэллори (обычно важный для альпиниста прибор), несколько кислородных баллонов и запасных частей. Это говорило о том, что у Мэллори и Ирвина могли быть проблемы с кислородным оборудованием, из-за которых они задержались с выходом в то утро.
Также в палатке остался электрический фонарь с ручным генератором — он был найден в рабочем состоянии через девять лет следующей британской экспедицией на Джомолунгму. Перси Вин-Харрис (англ. Percy Wyn-Harris) тогда же нашёл ледоруб Ирвина примерно в 230 метрах к востоку от Первой ступени и в 20 метрах ниже гребня. Это местоположение вызвало дополнительные вопросы. В том месте, по свидетельству Вин-Харриса, — каменная плита с уклоном 30 градусов, покрытая неустойчивой подвижной галькой. Это свидетельствовало о каком-то происшествии, подробностей которого выяснить пока не удалось. Руководитель экспедиции 1933 года Хью Руттледж (Hugh Ruttledge) сказал:

Мы действительно уделили этой проблеме пристальное внимание. Во-первых, кажется вполне вероятным, что ледоруб отметил место происшествия со смертельным исходом. По уже названным причинам, никакой альпинист не мог бы намеренно бросить ледоруб на плитах… его присутствие здесь намекает на то, что он был брошен случайно, когда его владелец поскользнулся, или если ему понадобились обе руки, чтобы удержать верёвку.
Оригинальный текст (англ.)We have naturally paid close attention to the problem. Firstly, it seems probable that the axe marked the scene of a fatal accident. For reasons already given, neither climber would be likely to abandon it deliberately on the slabs … its presence there would seem to indicate that it was accidentally dropped when a slip occurred or that its owner put it down in order to have both hands free to hold the rope.

Первые сведения о возможном месте нахождения останков Мэллори или Ирвина появились в 1979 году. Во время экспедиции японский альпинист Рётэн Хасэгава познакомился с китайским носильщиком Ван Хунбао, участвовавшим в китайской экспедиции на Эверест 1975 года. Ван рассказал японцу, что на высотах 6500 и 8100 метров он видел два трупа англичан. Труп, находящийся ниже, уже был опознан: он принадлежал Морису Уилсону, погибшему в 1934 г. при попытке совершить одиночное восхождение на Джомолунгму. Второй погибший не был опознан. Хасэгаве не довелось поподробнее расспросить Вана — на следующий день китаец вместе с двумя другими носильщиками погиб в снежной лавине. Эта новость была официально опровергнута «Китайской альпинистской ассоциацией», но это сообщение получил японский альпинист, который в 1986 г. передал его Тому Холзелу (Tom Holzel) — руководителю поисковой экспедиции, которая была неудачной из-за погоды.

### Предварительные исследования
До обнаружения останков Мэллори, на основании анализа опыта последующих экспедиций, большинство альпинистов и экспертов считали, что едва ли Мэллори и Ирвин в их снаряжении и одежде, а также с их техникой скалолазания, могли достигнуть вершины Эвереста. Для этого им требовалось преодолеть ключевой участок на пути к вершине по северо-восточному гребню — так называемую «Вторую ступень» — 30 метровый ступенеобразный скальный выступ, технически достаточно сложный для восхождения на столь большой высоте (8600) (другой точки зрения придерживался, в частности, альпинист и высотный оператор Грэм Хойланд (англ. Graham Hoyland)). Первопроходцы маршрута Мэллори — китайская экспедиция 1975 года установила для прохождения наиболее сложных участков «Второй ступени» алюминиевые лестницы, которые используются альпинистами и по сей день (восхождение китайской экспедиции в 1960 году по этому же маршруту было оспорено, и, помимо этого, существует мнение, что китайская команда могла скрыть, или умолчать о найденных следах пребывания на маршруте экспедиции 1924 года, чтобы не умалять своего достижения).
В 1991 году Эрик Симонсон (англ. Eric Simonson (mountaineer)), будущий руководитель поисковой экспедиции 1999 года, нашёл очень старые кислородные баллоны недалеко от Первой ступени. Один из тех баллонов был снова обнаружен в 1999 году, и он явно принадлежал Мэллори или Ирвину, стремившимся подняться как можно быстрее и выше. Местонахождение баллона говорило о том, что их скорость подъёма составляла примерно 85 вертикальных метров в час; было подходящее время для восхождения на большие высоты, и кислородное оборудование работало отлично.

## Экспедиция 1999 года
Экспеди́ция «Мэ́ллори и И́рвин» (англ. Mallory and Irvine Research Expedition) — альпинистская поисково-исследовательская экспедиция, организованная в 1999 году Эриком Симонсоном (англ. Eric Simonson (mountaineer)), который к тому времени уже был опытным руководителем горных экспедиций, совместно с исследователем Йохеном Хеммлебом (нем. Jochen Hemmleb). В ней участвовали альпинисты из США, Великобритании и Германии. Главной задачей этой экспедиции стал поиск останков Джорджа Мэллори и Эндрю Ирвина, а также других вещественных доказательств, способных разрешить загадку, оставшуюся после той британской экспедиции на Джомолунгму.
Хеммлеб изучил более ранние сообщения и фотографии и посчитал, что тело Ирвина должно находиться на определённом расстоянии ниже того места, где в 1933 году Перси Вин-Харрисом (англ. Percy Wyn-Harris) был найден ледоруб Ирвина. Была надежда найти фотоаппарат Ирвина, который мог содержать фотографии вершины горы.
1 мая 1999 года участник поисковой экспедиции, американский альпинист Конрад Анкер (англ. Conrad Anker), после нескольких часов поиска обнаружил труп на Северной стене Джомолунгмы (на высоте 8155 метров над уровнем моря, в окрестностях штурмового лагеря китайской экспедиции 1975 года в 300 метрах ниже Северо-Восточного гребня, примерно напротив того места, где в 1933 году Британской экспедицией под руководством Вин-Харриса был найден ледоруб Ирвина) — но, к удивлению участников экспедиции, это оказались останки Мэллори, а не Ирвина.
Тело Мэллори лежало лицом вниз; руки были разведены в стороны (что могло свидетельствовать о скользящем падении); был перелом одной ноги и серьёзное ранение черепа; в остальном тело не имело видимых повреждений и хорошо сохранилось. Всё это говорило о том, что, вероятно, причиной смерти Мэллори было падение с относительно небольшой высоты. Тело Мэллори было опутано перебитой страховочной верёвкой, а на талии обнаружилось сильное пятнистое поражение кожи, очевидно, вызванное сдавливанием, что указывало на возможный срыв альпинистов, идущих в связке. Характер повреждений тела Мэллори позволял предположить, что срыв произошел гораздо ниже северо-восточного гребня горы. С большой степенью уверенности стало возможным установить, что гибель альпинистов произошла во время спуска в результате одного или нескольких срывов.
От места падения до штурмового лагеря оставалось один-два часа ходьбы. Но, получив такие травмы, Мэллори, по всей видимости, уже не мог самостоятельно спуститься. Его правая ступня была почти оторвана, а во лбу была пробоина размером с мяч для гольфа. По утверждению доктора Эллиота Швамма (Elliot Schwamm), нейрохирурга из «Mass. General Hospital», человек не может остаться в сознании после такой травмы лба.
На теле Мэллори и рядом с ним было обнаружено много артефактов, таких как альтиметр, убранные в карман куртки солнцезащитные очки, маска от кислородного аппарата, письма и др., позволявших сделать вывод, что срыв произошёл в тёмное время суток на спуске к Лагерю VI экспедиции 1924 года, из которого Мэллори и Ирвин вышли штурмовать вершину.
Рядом с трупом не было найдено кислородных баллонов. На больших высотах альпинисты обычно выбрасывают пустые использованные кислородные баллоны, чтобы не нести лишний груз. Это говорит о том, что к моменту падения Мэллори был в пути уже долго, успел израсходовать весь кислород и выбросить все баллоны. Также не была найдена фотография его жены Рут и флаг Британии, которые Мэллори намеревался оставить на вершине Эвереста.
Такие находки не дали однозначного ответа на главный вопрос экспедиции и вызвали новые споры.
Солнцезащитные очки были сняты и спрятаны в карман. Раз Мэллори шёл без очков — значит, уже была ночь или вечер; в таком случае, он должен был не подниматься, а спускаться с вершины, возвращаться в лагерь. Но есть и другая версия: у Мэллори была не одна, а две пары очков; очки с глаз при падении сорвались и находятся в другом месте, а запасные очки остались лежать в кармане. Тогда это могло случиться и днём, ещё во время подъёма.
Был найден конверт, на котором Мэллори записывал, сколько кислорода оставалось в каждом из их баллонов. Судя по этим записям — есть вероятность, что Мэллори и Ирвин взяли с собой не два, как предполагалось, а три баллона с кислородом.
В оставшихся вещах Джорджа Мэллори так и не нашли фотографию его жены Рут. Как сообщалось, Мэллори брал с собой фотографию возлюбленной, чтобы в случае успеха восхождения оставить на вершине Джомолунгмы, что теоретически могло означать, что он побывал на вершине.
Тело Мэллори оставили там, где оно было обнаружено. А тело Эндрю Ирвина так и не было найдено ни этой поисковой экспедицией, ни последующими, до 2024 года, когда были обнаружены ботинок и носок с вышитой надписью «AC Irvine» с останками ноги Ирвина.
Поисковая экспедиция побывала и в том месте, с которого Оделл в последний раз видел Мэллори и Ирвина. Альпинист Энди Полиц (Andy Politz) после сообщил, что оттуда видны все Три ступени, и он может идентифицировать каждую из них безо всяких проблем.

## Последующие экспедиции
Экспедиция 1999 года была первой, но не единственной попыткой разрешить загадку первовосхождения Мэллори и Ирвина.
В 2001 году Эриком Симонсоном была организована вторая поисковая экспедиция, целью которой был поиск тела Эндрю Ирвина. Но ни тело, ни несколько фотокамер, что были с собой у альпинистов, кислородное оборудование и т. д., способных пролить свет на трагедию или триумф экспедиции 1924 года, так и не были найдены. Поиски тела Ирвина пришлось прервать для того, чтобы спасти несколько других экспедиционных партий, попавших в беду на Джомолунгме в то время. Среди тех пострадавших от высотной болезни было два китайских гляциолога, трое российских альпинистов, американский горный проводник и его клиент из Гватемалы.
В начале 2004 года Джейк Нортон (Jake Norton) и Дэйв Хан (англ. Dave Hahn) вернулись на Джомолунгму вместе со съёмочной группой и шерпами Дануру (Danuru) и Таши (Tashi), чтобы опять попробовать найти останки Ирвина и ответы на вопросы о том, что же всё-таки случилось с ним и с Мэллори в 1924 году. Они могли прочесать Жёлтый пояс (англ. Yellow Band), но из-за погоды и малого количества людей в команде ничего толком сделать не удалось.
В том же сезоне на Джомолунгме поработали поисковые партии сайта «EverestNews» и Грэхэма Хойланда (Graham Hoyland) — внучатого племянника Говарда Сомервелла (англ. Howard Somervell), который был участником экспедиции 1999 года, а в 2004 году пришёл с экспедицией Рассела Брайса.
В 2006 году Грэм Хойланд (Graham Hoyland) в такой же, как была у Мэллори, одежде поднялся до высоты 6400 метров над уровнем моря и сказал, что одежда была надёжная и удобная.
Однако эксперт по терморегуляции человека, профессор Джордж Хавенит (George Havenith) из Университета Лафборо, протестировал в погодной камере одежду, строго воспроизводящую одежду Мэллори, и сделал следующее заключение:

Если скорость ветра увеличится (а это обычное явление на Эвересте), то изоляция, обеспечиваемая такой одеждой, будет достаточной только [при температуре воздуха не ниже] минус 10 °С. Мэллори мог бы не пережить любое ухудшение погодных условий.
Оригинальный текст (англ.)If the wind speed had picked up, a common feature of weather on Everest, the insulation of the clothing would only just be sufficient to minus -10C [+14F]. Mallory would not have survived any deterioration in conditions.

В 2007 году Конрад Анкер, в 1999 году обнаруживший тело Меллори, и британец Лео Хоулдинг (ранее не бывавший на Эвересте), предприняли попытку повторения маршрута Мэллори в одежде и со снаряжением 1920-х годов (экспедиция «Высота Эвереста-2007» (англ. 2007 Altitude Everest expedition)). И хотя из-за холода им всё же пришлось переодеться в современную одежду, они сумели преодолеть «Вторую ступень» свободным лазанием и достигнуть вершины Эвереста, доказав тем самым возможность осуществления такого подъёма Мэллори и Ирвином в 1924 году. Об этой экспедиции был снят документальный фильм, в который, помимо отснятых материалов, вошло много кадров кинохроники экспедиций 1922—1924 годов.
Фотокамеры, которые были с собой у Меллори и Ирвина и которые могли бы поставить окончательную точку в дискуссии «Так кто же был первым на Эвересте?», пока не найдены. Некоторое время новый проект проведения поисковой экспедиции по поиску тела Эндрю Ирвина и артефактов восхождения 1924 года пытался организовать историк Эвереста Том Хользел (англ. Tom Holzel).
Есть также различные предположения и теории насчёт того, каким конкретно образом Мэллори и Ирвин могли преодолеть Вторую ступень. Оскар Кадьяк (кат. Òscar Cadiach i Puig) в 1985 году впервые преодолел её в режиме свободного скалолазания (свободного восхождения) (англ. free climbing) и присвоил ей категорию сложности V+. Конрад Анкер (англ. Conrad Anker) поставил эксперимент по свободному (без использования «китайской лестницы») восхождению на Вторую ступень. В 1999 году восхождение получилось не совсем свободным — в одном месте ему пришлось кратковременно поставить ногу на ступень лестницы, потому что в том месте лестница перекрыла единственный уступ, на который можно было поставить ногу. Анкер оценил сложность такого восхождения как 5.10 — далеко за пределами возможностей Мэллори. В июне 2007 года Анкер вернулся туда в составе высотной экспедиции (англ. 2007 Altitude Everest expedition) и вместе с Лео Хоулдингом (Leo Houlding) успешно осуществил свободное восхождение (лестница тогда была убрана, затем заменена). Хоулдинг дал категорию сложности 5.9; Мэллори мог бы это одолеть.
Другой аргумент против успеха восхождения Мэллори и Ирвина — большое расстояние от Лагеря VI до вершины, которое вряд ли возможно пройти в течение одного светового дня. Правда, в 1990 году Эд Вистурс сумел пройти за день такое же расстояние до вершины. Но Вистурс заранее знал маршрут, в то время как для Мэллори и Ирвина это была ещё полностью неизвестная территория. Наконец, Ирвин не был опытным альпинистом, и вряд ли Мэллори стал бы подвергать друга такой опасности или идти к вершине, не просчитав риски.
Современные альпинисты, которые идут по маршруту, очень близкому к маршруту восхождения Мэллори и Ирвина, устанавливают финальный (штурмовой) лагерь на высоте 8300 м н.у.м.. Из этого лагеря они выходят ещё по темноте, около полуночи, чтобы успеть не только подняться, но и спуститься с вершины до начала следующей ночи, так как и ночной спуск, и ночёвка без палаток в таком месте — очень рискованные мероприятия. Но для ночного подъёма используются налобные фонари, которых не было у ранних британских альпинистов.

## Экспедиция NatGeo 2024 года
Останки Эндрю Ирвина были, предположительно, обнаружены в сентябре 2024 года фотографом и режиссёром Джимми Чином, возглавившим группу National Geographic, отправившейся в тот месяц к северному склону Эвереста. Там они обнаружили ботинок и носок с вышитой надписью «AC Irvine». Двоюродная племянница Ирвина Джули Саммерс, автор книги о своём предке-альпинисте, подозревает, что останки были смыты с горы лавинами и раздавлены движущимся ледником. Также сообщается, что члены семьи добровольно предоставили образцы ДНК для сравнения с найденными останками с целью подтверждения личности погибшего. 